# 飛到這個世界!!香蕉藩
《飛到這個世界!!香蕉藩》（日语：／ seke n ni tobidase!! banana han */?），是朝日電視台在2012年4月5日至9月27日所播出的綜藝節目，是由香蕉人所冠名。

## 概要
在2011年11月30日及2012年3月16日分別以特別節目放送，之後成為季放送節目。
節目內容為在香蕉人設立虛擬的藩—「香蕉藩」，人氣藝人將成為兩人的家臣，並獻上熱門景點，日村殿主可以選擇一個他想去的地方，如果沒選上的，那麼家臣就會代表殿主錢去訪問。

## 演出人員

### 殿主
- 日村勇紀[3]

### 家老
- 設樂統

### 主要家臣
- 奧黛麗
- 狩野英孝
- Savanna
- 笨蛋節奏
- 原市
- 柳原可奈子